# Józef Podgóreczny
Józef Podgóreczny (ur. 1900, zm. 1990) – polski nauczyciel, działacz kultury, długoletni dyrektor Biblioteki Miejskiej w Bydgoszczy, jeden z założycieli Bydgoskiego Towarzystwa Naukowego, długoletni działacz Towarzystwa Miłośników Miasta Bydgoszczy. Podporucznik piechoty Wojska Polskiego II RP.

## Życiorys
Urodził się 28 października 1900 r. we wsi Kociubińczyki w Tarnopolskiem. Był synem Jana, rolnika i Marii z Wełyczenków. Po nauce w szkole ludowej, w latach 1910–1914 ukończył cztery klasy Państwowego Gimnazjum Kolejowego w Trembowli. Dalszą naukę przerwał mu wybuch I wojny światowej w 1914 r. W latach 1914–1917 pracował w kuźni dworskiej oraz w Towarzystwie Czytelni Ludowych, po czym został zmobilizowany do armii austriackiej. Walczył na froncie austriacko-włoskim. Po klęsce Austro-Węgier wziął udział w walce z Ukraińcami i we Lwowie dostał się do niewoli. Po ucieczce z niej był nauczycielem w szkole prywatnej w Tarnopolu. W 1919 r. został powołany do Wojska Polskiego, gdzie pełnił funkcję referenta oświatowego. W 1920 r. uczestniczył w wojnie polsko-sowieckiej.
Po zdemobilizowaniu w 1921 r. dokończył naukę w gimnazjum i złożył egzamin dojrzałości oraz uzupełnił kwalifikacje nauczycielskie. Od 1922 r. był nauczycielem na Polesiu, a od 1924 r. w miasteczku Zaostrowiecze w powiecie nieświeskim w województwie nowogrodzkim. Był tam niezwykle aktywny społecznie, jako organizator i animator społeczny na polu oświatowym i narodowym. Przyczynił się do budowy 7-klasowej szkoły i domu społecznego w Zaostrowieczach. Od 1922 r. działał w Związku Nauczycielstwa Polskiego.
W 1929 r. ukończył skróconą podchorążówkę piechoty, a w 1935 r. awansował na stopień podporucznika rezerwy. 28 sierpnia 1939 r. został zmobilizowany do wojska. W kampanii wrześniowej walczył jako dowódca kompanii w Grupie Operacyjnej „Polesie”. Bił się pod Kockiem i Wolą Gułowską. Po śmierci dowódcy dowodził batalionem. Dostał się do niewoli niemieckiej. Przebywał w różnych obozach jenieckich, między innymi w oflagu II B Arnswalde i II c Woldenberg (Dobiegniewo), gdzie zorganizował szkołę dla szeregowców i był jej kierownikiem. W obozie ukończył dwuletnią Wolną Wszechnicę Pedagogiczną i Nauczycielski Instytut Pedagogiczny, sześciomiesięczny Kurs Bibliotekarski oraz Kurs Administracji Komunalnej.
Po powrocie do kraju w czerwcu 1945 r. rozpoczął pracę jako sekretarz Wojewódzkiego Zarządu TUR w Lublinie. Równocześnie zorganizował i bezinteresownie prowadził Szkołę Pracy Społecznej. W 1946 r. został skierowany na stanowisko dyrektora Wojewódzkiej Delegatury Spółdzielni Wydawniczo-Oświatowej „Czytelnik” w Lublinie, a następnie w Bydgoszczy. Do 1949 r. założył wiele bibliotek czytelnikowskich w województwie pomorskim (bydgoskim). W 1950 r. otrzymał zadanie zorganizowania Wojewódzkiej Ekspozytury „Domu Książki” (dyrektor w 1950–1952). W 1952 r. pracował w Wydziale Finansowym Prezydium Miejskiej Rady Narodowej w Bydgoszczy, a w grudniu tego roku został powołany na stanowisko dyrektora Biblioteki Miejskiej (obecnie Wojewódzka i Miejska Biblioteka Publiczna). Już jako dyrektor Biblioteki przez kilka miesięcy 1953 kierował również Wojewódzkim Domem Kultury. Przyczynił się do ożywienia i uatrakcyjnienia działalności tej instytucji. Bibliotekę Miejską zreorganizował j przystosował do zadań stawianych tego rodzaju placówkom oświatowym. Znacznie rozszerzył sieć filii i punktów bibliotecznych: Wyodrębnił dział zbiorów specjalnych i dążył do jego wzbogacenia. Przyczynił się do szybkiego rozwoju czytelnictwa w Bydgoszczy i województwie bydgoskim. W 1967 r. minister kultury i sztuki przyznał mu stanowisko starszego kustosza dyplomowanego. Należał do PZPR.
Zmarł 23 lipca 1990 r. w Bydgoszczy. Pochowano go na cmentarzu przy ulicy Wiślanej.

### Działalność społeczna
Pracę zawodową łączył z bogatą działalnością społeczną. Wchodził w skład Zarządu Głównego Stowarzyszenia Bibliotekarzy Polskich i Zarządu Głównego Związku Zawodowego Pracowników Kultury i Sztuki. Wchodził także w skład Sekcji Bibliotek Rady Kultury i Sztuki przy ministrze kultury i sztuki. Brał udział w naradach krajowych w sprawie kultury. Należał do ojców-założycieli Bydgoskiego Towarzystwa Naukowego, które powstało w styczniu 1959. Do 1972 r. wchodził w skład komisji rewizyjnych Towarzystwa, a w okresach 1959–1962 i 1966–1969 pełnił funkcję przewodniczącego. Od 1946 r. był członkiem Towarzystwa Miłośników Miasta Bydgoszczy, a w latach 1953–1955 – jego prezesem. W 1971 r. otrzymał godność honorowego członka TMMB.
Był także członkiem innych stowarzyszeń: Towarzystwa Wiedzy Powszechnej (pełnił w nim funkcje kierownicze), Kujawsko-Pomorskiego Towarzystwa Kulturalnego w Bydgoszczy (współorganizator), Towarzystwa Przyjaźni Polsko-Radzieckiej (członek Prezydium Zarządu Wojewódzkiego), Komitetu Walki i Męczeństwa (zasiadał w Prezydium). W 1981 r. wszedł w skład Komitetu Założycielskiego Budowy Pomnika Leona Barciszewskiego, a następnie działał w Społecznym Komitecie Budowy Pomnika Leona Barciszewskiego (do 1989).
Na uwagę zasługują jego artykuły i opracowania dotyczące Bydgoszczy, Kujaw i Pomorza, publikowane w „Kalendarzu Bydgoskim”, „Kronice Bydgoskiej” oraz prasie codziennej. Przez szereg lat gromadził materiały biograficzne z życia wybitniejszych postaci województwa bydgoskiego. Ich owocem było opracowanie pt. „Niepospolici ludzie Kujaw i Pomorza” (Bydgoszcz 1967).

### Życie prywatne
Józef Podgóreczny od 1926 r. był żonaty z Władysławą z d. Dziubińską. Mieli synów: Jerzego (lekarza) i Mariana (dziennikarza).

## Odznaczenia
- Srebrny Krzyż Zasługi (1937),
- Złoty Krzyż Zasługi (dwukrotnie: 1955 i 1956),
- Krzyż Kawalerski Orderu Odrodzenia Polski (1961),
- Krzyż Oficerski Orderu Odrodzenia Polski,
- Odznaka honorowa „Bydgoszcz – Zasłużonemu Obywatelowi” (1960).